# Boreococcus ingricus
Boreococcus ingricus är en insektsart som beskrevs av Danzig 1960. Boreococcus ingricus ingår i släktet Boreococcus och familjen ullsköldlöss. Inga underarter finns listade i Catalogue of Life.